# Anton Mahdalik
Anton Mahdalik, auch Toni Mahdalik, (* 22. September 1966 in Wien) ist ein ehemaliger österreichischer Fußballspieler, Politiker (FPÖ) und war von 2005 bis 2015 Abgeordneter zum Wiener Landtag und Mitglied des Wiener Gemeinderats. Von November 2015 bis Jänner 2018 war er nicht amtsführender Stadtrat. Seit dem 25. Jänner 2018 ist er erneut Abgeordneter zum Wiener Landtag und Mitglied des Wiener Gemeinderats, wo er seit dem 10. Juni 2025 als Zweiter Landtagspräsident fungiert.

## Wirken
Anton Mahdalik besuchte die Volksschule in der Halirschgasse (Hernals) und das Gymnasium in der Geblergasse. Nach der Matura studierte Mahdalik Anglistik und Amerikanistik an der Universität Wien. Er war Profifußballer unter anderem beim Wiener Sportclub und hatte diverse Dienstverhältnisse in der Privatwirtschaft. Seit 1996 ist er Presse-, Planungs-, Verkehrs- und Umweltreferent im Freiheitlichen Landtagsklub.
Mahdalik war ab 1998 Bezirksrat und von 2001 bis 2005 FPÖ-Klubobmann in der Donaustadt. Bei den Wahlen 2005 errang er ein Grundmandat in der Donaustadt und wurde am 18. November 2005 als Abgeordneter zum Wiener Landtag und Mitglied des Wiener Gemeinderats angelobt. Mahdalik war Fluglärmsprecher der FPÖ-Wien.
Am 24. November 2015 wurde er als nicht amtsführender Stadtrat von Landesregierung und Stadtsenat Häupl VI angelobt. Im Dezember 2017 wurde er als Nachfolger von Dominik Nepp als Klubobmann der Wiener Freiheitlichen designiert. Seit dem 25. Jänner 2018 ist er erneut Abgeordneter zum Wiener Landtag und Mitglied des Wiener Gemeinderats. Am 10. Juni 2025 wurde er zum Zweiten Landtagspräsidenten gewählt.
Anton Mahdalik ist verheiratet und hat einen Sohn.

## Ibiza-Affäre
Anton Mahdalik erlangte 2019 zusätzliche Bekanntheit durch seine Verwicklung in die Ibiza-Affäre. In einem veröffentlichten Video boten hochrangige FPÖ-Politiker korrupte Dienstleistungen an. Als „Geste des guten Willens“ sollte in diesem Zusammenhang der Industrielle Hans Peter Haselsteiner in einer Pressemitteilung diffamiert werden. Diese Erklärung wurde von Toni Mahdalik unterzeichnet und am 4. September 2017 über den Originaltext-Service OTS der Austria Presse Agentur (APA) verschickt.